# Rockstar North
Rockstar Games UK Limited, более известная как Rockstar North — британская студия-разработчик компьютерных видеоигр, основанная Дэвидом Джонсом в Данди, расположена на Лейт-Стрит в Эдинбурге (Шотландия). Компания является частью Rockstar Games, которая, в свою очередь, принадлежит издательству Take-Two Interactive. Студия стала наиболее популярна благодаря серии Grand Theft Auto, игры которой, начиная с Grand Theft Auto III, стали одними из самых продаваемых в мире. Также Rockstar North — создатель известной игры «Lemmings» (во время её разработки компания была известна как DMA Design Limited).

## История

### Создание
Название «DMA» для студии было взято из программной документации к Amiga, просто потому, что это «круто звучало» и, на самом деле, ничего не значит. Позже название «расшифровали», как «Direct Mind Access» (рус. Прямой вход в разум) и (неофициально) «Dundee Modern Arts». В качестве шутки, разработчики DMA однажды сказали, что название значит «Doesn’t Mean Anything» (рус. «Ничего не значит»). Позже компания была переименована в «Rockstar North».

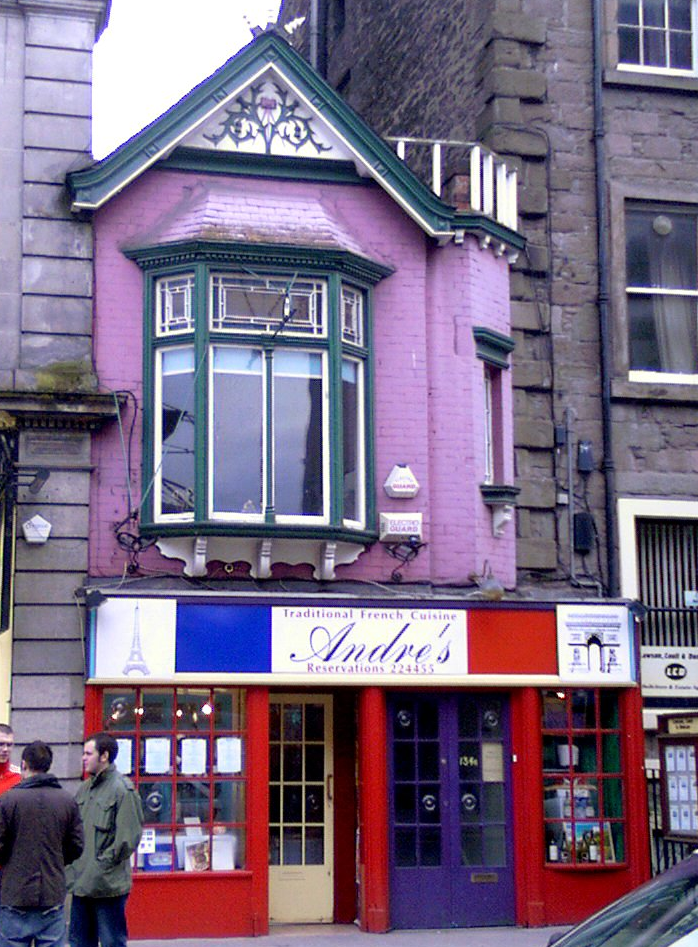
Старый офис DMA Design в Данди

### Поздние 1980-е:MenaceиBlood Money
В 1988 DMA подписали контракт с британским издателем Psygnosis и достигли успеха с двумя своими играми «Menace» и «Blood Money» — скролинговыми космическими стрелялками, которые привлекли внимание геймеров и критиков, благодаря высокому качеству исполнения. Как и все ранние игры компании, «Menace» и «Blood Money» дебютировали на Amiga. Позже последовали порты на Commodore 64, DOS и Atari ST.

### Ранние 1990-е:Lemmings,Body HarvestиGrand Theft Auto
Настоящий прорыв DMA произошёл в 1990-х с выходом «Lemmings», пазловая игра, продавшаяся тиражом более, чем в 20 миллионов копий на 21 различной системе (начиная с Amiga и заканчивая NES и Apple Macintosh). Большую часть своего времени DMA следующие пять лет заняло создание различных продолжений Lemmings (Oh No! More Lemmings, Lemmings 2: The Tribes, All New World of Lemmings, и два рождественских издания Holiday Lemmings), хотя они также выпустили два новых проекта: в 1993 Walker (хорошо принятый скроллинговый шутер про робота) и в 1994 Hired Guns (инновационная стратегия от первого лица). В разработке других игр по мотивам Леммингов, вроде Lemmings Paintball и Lemmings 3D DMA не участвовала.
Uniracers 1993 года, 2D платформенной гонкой на одноколёсных велосипедах с закосом на исполнение трюков, стала первой игрой студии дебютировавшей на консоли (Super Nintendo). Изданная Nintendo, эта игра также стала первой не изданной Psygnosis (которая была куплена Sony в 1993) — что стало началом долгого и неровного партнёрства с японским консольным гигантом.
После некоторых экспериментов на рынке консолей следующего поколения (особенно 3DO), DMA по просьбе Nintendo присоединились к их «Команде мечты» разработчиков для будущей системы Ultra 64 (позже переименованной в Nintendo 64), вместе с другими известными разработчиками Rare, Paradigm, Midway Games и LucasArts. В этой группе DMA разработали Body Harvest — трёхмерный экшен от третьего лица, рассказывающий о прибытии инопланетян на Землю в разные временные точки истории для сбора людей в качестве еды. Тем не менее, поскольку Nintendo в отличие от Psygnosis была более требовательна к разработчикам, требуя изменения оригинального дизайна игры (например, добавление пазлов и ролевых элементов, желая сделать игру более привлекательной для японского рынка). Игра подверглась нескольким переносам и в конце концов Nintendo отказалась от выпуска проекта, и заморозила его. Midway купили права на игру и выпустили её в 1998 — через три года после первого показа на запуске N64 в Японии. Реакция была в основном благоприятная благодаря инновационности игры и свободному геймплею, хотя некоторые геймеры ругали игру за плохую графику.
Тем временем компания выпустила (под лейблом BMG Interactive) игру Grand Theft Auto для PC и PlayStation, которая использовала игровой механизм Body Harvest, позволяющий управлять любым транспортным средством, но с видом сверху. Игра предлагала игроку взять на себя роль преступника, который может работать на различных гангстеров в трёх выдуманных городах: Либерти Сити, Вайс Сити и Сан-Андреас. Несмотря на недетализированную ретро графику и туалетный юмор, GTA (как игра вскоре будет известна) критиковали в основном за высокий уровень насилия (например, возможность давить на машине пешеходов). Этот шум вокруг игры безусловно создал ей лучшую рекламу, сделав GTA крупнейшим успехом DMA со времен Lemmings, но в отличие от Леммингов GTA предоставила игроку невероятную степень свободы (которая была на то время чем-то невероятным). Второй игрой DMA для N64 стала Space Station Silicon Valley, которая использовала концепт полной свободы GTA, но в 3D и с роботоживотными — каждый из которых обладал своими уникальными возможностями.

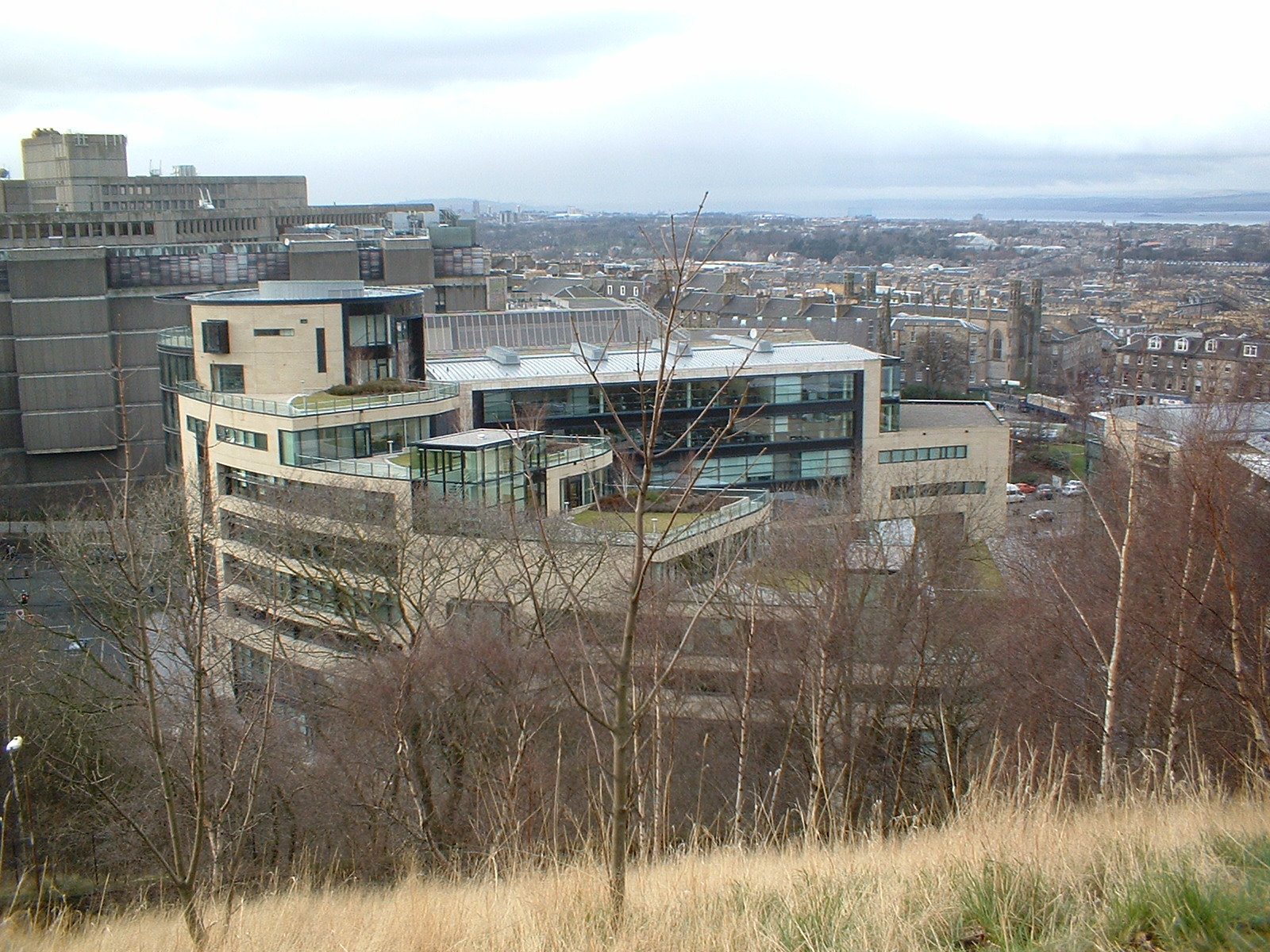
Старый офис Rockstar North в Эдинбурге

### Поздние 1990-е: Смена издателей
В 1997 DMA была куплена британским издателем Gremlin Interactive, и Джонс стал творческим директором обеих компаний. Gremlin издала два проекта DMA — британский Body Harvest и PC-версию «Wild Metal Country» (танковую аркаду с очень реалистичной физикой). Тем не менее после закрытия в 1999 Gremlin, студия была приобретена французским издателем Infogrames. Сложностью в продаже был существовавший договор между DMA и BMG Interactive, которые издали Grand Theft Auto и после различных финансовых ходов, стали Rockstar Games, частью издателя Take-Two. По этой причине Infogrames продала DMA Design издателю Take-Two. Rockstar издала Dreamcast-версию «Wild metal Country» и «GTA 2» для PC, PlayStation и Dreamcast.
До того как DMA стали частью Rockstar, Джонс покинул их и основал новую студию в Данди, как филиал Rage Software. Позже она была переименована в Real Time Worlds.

### 2000-е: БольшеGrand Theft Auto,Manhuntи будущее
Поскольку GTA2 была простой эволюцией первой части, сохраняя вид сверху и добавив некоторые новые возможности (в особенности систему взаимоотношений между бандами), вышедшая в 2001 Grand Theft Auto III стала большим шагом вперёд, переведя серию в 3D. Эта игра одной из первых использовала графический движок RenderWare. GTA III сделала PlayStation 2 самой продаваемой консолью в США и Европе; Sony понимая, что GTA III крайне успешный проект, как можно дольше сохраняла его эксклюзивность для PS2. Rockstar тотчас купила DMA, переименовав её в Rockstar North в начале 2002. В этом же году вышла PC-версия GTA III, тогда как на PS2 появилась Grand Theft Auto: Vice City, которая сохранила движок и геймплей GTA III, но добавила множество деталей (включая использование известных звёзд в озвучке героев). В 2003, компания выпустила компьютерную версию Vice City, и коллекционное издание, содержащее и GTA III и GTA: Vice City для Xbox (портом занималась студия Rockstar Vienna).
«Manhunt» был выпущен на PS2 в 2003. Игра была жестоким стэлс экшеном, рассказывающая о преступнике, поневоле ставшим актёром в незаконных съёмках фильма во время которых он вынужден убивать людей самыми изощрёнными способами. В октябре 2004 Rockstar North выпустила Grand Theft Auto: San Andreas для PS2 и в 2005 портировала её на PC и Xbox. На данный момент студия выпустила Grand Theft Auto IV, которая вышла на PlayStation 3 и Xbox 360. Выпуск игры произошёл 29 апреля 2008. Компьютерная версия GTA 4 появилась спустя полгода после дебюта на приставках — 2 декабря в Америке и 3 декабря в Европе. В связи с переходом на новый движок игры (Rockstar Advanced Game Engine), игра полностью обновила свой облик и стала технологически гибкой, по этой причине Rockstar North выпустила экспериментальный аддон к оригинальной игре — Grand Theft Auto IV: The Lost and Damned, а впоследствии и Grand Theft Auto IV: The Ballad of Gay Tony. Для консоли Xbox 360 игры вышли 17 февраля 2009 года и 29 октября 2009 года соответственно. В России игры официально вышли 21 мая 2010 года в составе издания Grand Theft Auto: Episodes From Liberty City
17 сентября 2013 года вышла GTA V на консоли PS3 и XBOX360
Grand Theft Auto: Liberty City Stories и Vice City Stories для PSP разрабатывались под руководством Rockstar North студией Rockstar Leeds.
«Manhunt 2» также вышел на консолях в 2007 году.

### Незавершённые проекты
В истории DMA было несколько анонсированных, но так и не выпущенных проектов: порты для Nintendo 64 Wild Metal Country и оригинальной GTA; Clan Wars (3D-стратегия о средневековой Шотландии); Attack! (платформер о пещерных людях для N64); порт хита Epic Games шутера Unreal для Nintendo 64 и Grand Theft Auto: Online Crime World (игра, ориентированная на многопользовательский режим игры через Интернет или локальную сеть).

## Игры
как DMA Design
- Menace (1988) (Amiga, ST and PC)
- Ballistix (1989) (порты MSDOS, C64, TG16)
- Blood Money (1989) (Amiga, ST и C64)
- Lemmings (1990) (Amiga, CDTV, MS-DOS, ST, Spectrum, CD-I, Lynx)
- Shadow of the Beast (1991) (порты C64, TG16-CDROM)
- Oh No! More Lemmings (1991) (Amiga, ST, MS-DOS)
- Walker (1993) (Amiga)
- Hired Guns (1993) (Amiga, MS-DOS)
- Holiday Lemmings 1993 (1993) (MS-DOS)
- Lemmings 2: The Tribes (1993) (Amiga, MS-DOS, SNES)
- All New World of Lemmings (1994) (Amiga, MS-DOS, 3DO) (издана в США как The Lemmings Chronicles)
- Holiday Lemmings 1994 (1994) (MS-DOS)
- Unirally (1994) (SNES) (издана в США как Uniracers)
- Grand Theft Auto (1997) (PS1, GBC, PC)
- Body Harvest (1998) (N64)
- Space Station Silicon Valley (1998) (PS1, N64, GBC)
- Grand Theft Auto: London 1969 (1999) (PS1, PC) — Дополнение для GTA
- Grand Theft Auto: London 1961 (1999) (PC) — Бесплатное дополнение для GTA: London 1969
- Grand Theft Auto 2 (1999) (PS1, Dreamcast, GBC, PC)
- Tanktics (1999) (PC)
- Wild Metal Country (1999) (PC)
- Wild Metal (2000) (Dreamcast)
- Grand Theft Auto III (2001) (PS2)

как Rockstar North
- Grand Theft Auto III (2001) (Xbox, PC, iOS, Android)
- Grand Theft Auto: Vice City (2002) (PS2, Xbox, PC, iOS, Android)
- Manhunt (2003) (PS2, Xbox, PC)
- Grand Theft Auto: San Andreas (2004) (PS2, Xbox, PS3, PC, Xbox 360, iOS, Android, Windows Phone)
- Grand Theft Auto: Liberty City Stories (2005) (PSP, PS2, Android, iOS) (с Rockstar Leeds)
- Grand Theft Auto: Vice City Stories (2006) (PSP, PS2) (с Rockstar Leeds)
- Manhunt 2 (2007) (PS2, PSP, Wii, PC) (с Rockstar London, Rockstar Leeds и Rockstar Toronto)
- Grand Theft Auto IV (2008) (PS3, Xbox 360, PC)
- Grand Theft Auto IV: The Lost and Damned (2009) (PS3, Xbox 360, PC)
- Grand Theft Auto: Chinatown Wars (2009) (iPhone, iPod Touch, iPad, DS, PSP, Android) (с Rockstar Leeds)
- Grand Theft Auto: The Ballad of Gay Tony (2009) (PS3, Xbox 360, PC)
- Grand Theft Auto: Episodes from Liberty City (2009) (PS3, Xbox 360, PC)
- Red Dead Redemption (2010) (PS3, Xbox 360) (с Rockstar San Diego)
- Red Dead Redemption: Undead Nightmare (2010) (PS3, Xbox 360) (с Rockstar San Diego)
- Max Payne 3 (2012) (PS3, Xbox 360, PC) (движок, с Rockstar New England, Rockstar London, Rockstar Toronto)
- Grand Theft Auto V (2013) (PS3, Xbox 360, PS4, Xbox One, PC, PS5, Xbox Series X/S) (с Rockstar San Diego, Rockstar Leeds, Rockstar Toronto, Rockstar New England, Rockstar London, Rockstar Lincoln)
- Red Dead Redemption 2 (2018) (PS4, Xbox One, PC) (вместе с Rockstar Studios)
- Grand Theft Auto VI (2026) (PS5, Xbox Series X/S) (вместе с Rockstar Studios)